# Shirota Minoru
Shirota Minoru (jap. 代田 稔; * 23. April 1899 in Tatsuoka (heute: Iida), Präfektur Nagano, Japan; † 10. März 1982 in Tokyo) war ein japanischer Mikrobiologe und Unternehmensgründer. Er entdeckte einen speziellen Stamm des Joghurtbakteriums Lactobacillus casei, dem nach ihm benannten Lactobacillus casei Shirota, mit dem er den Trinkjoghurt Yakult entwickelte.

## Leben
Minoru Shirota wuchs in einer Familie auf, die sich traditionell mit der Papier- und Seidenherstellung beschäftigte.
Als in seiner Heimatstadt viele Kinder durch Mangelernährung und Infektionskrankheiten starben, erwachte sein Interesse für medizinische Fragen. 1921 begann er deshalb ein Medizinstudium an der Universität Kyōto.
Während des Zweiten Japanisch-Chinesischen Krieges war er als Militärarzt in China, wo er eine Professur an der Medizinischen Universität in Harbin erhielt. Nach Beendigung des Krieges kehrte er nach Japan zurück und gründete 1939 das Shirota Research Centre. 1955 wurde sein Unternehmen als K.K. Yakult Honsha (株式会社ヤクルト本社 Kabushiki-gaisha Yakuruto Honsha) in Tokyo registriert.
Shirota war verheiratet und hatte einen Sohn.